# 国際連合安全保障理事会決議192
国際連合安全保障理事会決議192（こくさいれんごうあんぜんほしょうりじかいけつぎ192、英: United Nations Security Council Resolution 192）は、1964年6月20日に国際連合安全保障理事会で採択された決議である。キプロス問題に関係する。
安保理は、国際連合キプロス平和維持軍に関する国際連合事務総長の報告を聴取した上で、決議186と187を再確認し、国際連合キプロス平和維持軍の駐留を1964年9月26日まで3ヶ月延長した。